# 拉赫曼尼諾夫撞擊坑
拉赫曼尼諾夫撞擊坑（英語：Rachmaninoff）是一個水星上的多環撞擊坑。該撞擊盆地的首幅完整影像是信使號第三次飛掠水星時拍攝到，並且因為它的外觀顯示它是相當年輕的撞擊坑，以及它的獨特坑內平原的顏色和坑底的張性槽結構，很快就被科學家認為是高科學研究價值區域。

## 地質
拉赫曼尼諾夫撞擊坑的型態相當類似於水星上最年輕撞擊坑之一的拉德特拉迪盆地（Raditladi）。拉德特拉迪撞擊坑的年齡大約有10億年，而拉赫曼尼諾夫撞擊坑的年齡較前者稍古老。
拉赫曼尼諾夫撞擊坑的中心部分是一個直徑130公里，並以南北走向稍微延伸的環狀結構。這個區域內部是被含有偏亮紅色物質的平原覆蓋，而這個區域的顏色和環的外圍是不同的。這樣的平原可能是因為火山活動而形成，因為在這些區域中可見到流動的跡象。這些紅色物質也覆蓋了中心環的南半部。
內環內部的平坦平原可能因為一組同心圓狀的地塹（槽）而變形，而類似的狀況也出現在拉德特拉迪撞擊坑。這些結構是位於內環和撞擊坑中心一半距離處。拉赫曼尼諾夫撞擊坑是水星上已知第四大撞擊坑，只在卡洛里盆地、林布蘭撞擊坑和拉德特拉迪撞擊坑之後。而拉赫曼尼諾夫撞擊坑內可觀測到張裂性的板塊運動特徵，但這些地塹的形成機制至今不明。

## 命名
該撞擊坑以著名俄羅斯音樂家谢尔盖·瓦西里耶维奇·拉赫玛尼诺夫命名。